# Jodelle Ferland
Jodelle Micah Ferland, kanadska filmska ter televizijska igralka, *9. oktober 1994, Nanaimo, Britanska Kolumbija, Kanada.
Njena najbolj slavna vloga je vloga Sharon/Alesse v grozljivem filmu Silent Hill iz leta 2006.

## Zgodnje in zasebno življenje
Jodelle Micah Ferland se je rodila 9. oktobra 1994 v Nanaimu, Britanska Kolumbija, Kanada, kot hči Valerie Ferland. Njena sestra Marisha je igralka, njen brat Jeremy pa se ukvarja z glasbo.

## Kariera
Jodelle Ferland je s svojo igralsko kariero začela leta 1999 pri komaj petih letih, ko je igrala v televizijski seriji Cold Squad, nadaljevala pa jo je leta 2000 v televizijskih serijah Higher Ground in Sole Survivor  ter filmih The Linda McCartney Story, Special Delivery in Mermaid. Za film Mermaid je prejela nagrado Young Artist Award ter bila nominirana za nagrado emmy. S šestimi leti je postala najmlajša oseba v zgodovini, ki je bila kdaj nominirana za emmyja.
Leta 2001 je igrala v filmih Trapped, Deadly Little Secrets in Deadly Little Secrets ter televizijskih serijah Wolf Lake, Dark Angel, The Lone Gunmen in So Weird, leta 2002 v televizijskih serijah Special Unit 2 in John Doe ter filmih They in Carrie, leta 2003 pa v filmu Mob Princess ter televizijskih serijah Smallville in Dead Like Me. Za Smallville je naslednje leto prejela nominacijo za nagrado Young Artist Award.
Leta 2004 smo jo lahko videli v filmih Kingdom Hospital (nominacija za Young Artist Award leta 2005), 10.5 in Too Cool for Christmas ter televizijski seriji The Collector (za katero je še istega leta dobila nominacijo za nagrado Leo Award), leta 2005 v televizijski seriji Supernatural ter filmu Tideland (nominacija za nagrade Genie Awards in Saturn Award leta 2007), leta 2006 pa v filmih Silent Hill, Amber's Story, Swimming Lessons in The Secret of Hidden Lake ter televizijskih serijah Supernatural,  Masters of Horror ter Zvezdna vrata SG-1.
Leta 2007 se je pojavila v televizijski seriji Zvezdna vrata: Atlantida ter filmih Good Luck Chuck, Glasniki zla, Seed in Pictures of Hollis Woods (leta 2008 prejme nominacijo za nagrado Young Artist Award), leta 2008 v filmih Wonderful World in Céline, letos pa v filmu Case 39 ter televizijski seriji Captain Cook's Extraordinary Atlas.
Leta 2010 v kinematografe prideta še dva filma, v katerih je igrala ona: The Cabin in the Woods ter Mrk. Ko je sprejela vlogo vampirke Bree v filmu Mrk, nadaljevanju filmskih uspešnic Somrak ter Mlada luna, posnetem po tretji knjigi iz serije Somrak, istoimenskem romanu Stephenie Meyer, je dejala: »Preden sprejmem vlogo v kakšnem filmu ali seriji, si vedno preberem scenarij, a tokrat tega nisem naredila. Seveda sem jo sprejela, saj gre za serijo Somrak!«

## Filmografija
| Filmi      | Filmi                              | Filmi                           | Filmi                                                       |
| Leto       | Naslov                             | Vloga                           | Opombe                                                      |
| ---------- | ---------------------------------- | ------------------------------- | ----------------------------------------------------------- |
| 2000       | Mermaid                            | Desiree Leanne 'Desi' Gill      | TV                                                          |
| 2000       | The Linda McCartney Story          | Heather (5-6 let)               | as Jodelle Micah Ferland                                    |
| 2000       | Special Delivery                   | Samantha Beck                   | TV                                                          |
| 2001       | Trapped                            | Heather                         | kot Jodelle Micah Ferland                                   |
| 2001       | Deadly Little Secrets              | Madison                         |                                                             |
| 2001       | The Miracle of the Cards           | Annie                           | TV                                                          |
| 2002       | They                               | Sarah                           | kot Jodelle Micah Ferland                                   |
| 2002       | Carrie                             | Majhna Carrie                   | TV                                                          |
| 2003       | Mob Princess                       | Young Patti                     | TV                                                          |
| 2004       | Kingdom Hospital                   | Mary Jensen                     | TV                                                          |
| 2004       | 10.5                               | Little 'Wow!' Girl              | TV                                                          |
| 2004       | Too Cool for Christmas             | Alexa                           | TV                                                          |
| 2005       | Tideland                           | Jeliza-Rose                     | Tudi glas Sateen Lips, Glitter Gal, Mustique in Baby Blonde |
| 2006       | Silent Hill                        | Sharon DaSilva/Alessa           |                                                             |
| 2006       | Amber's Story                      | Nichole Taylor Timmons          | as Jodelle Micah Ferland                                    |
| 2006       | Swimming Lessons                   | Zoe                             |                                                             |
| 2006       | The Secret of Hidden Lake          | Mlada Maggie Dolan              | TV                                                          |
| 2007       | Glasniki zla                       | Michael Rollins                 |                                                             |
| 2007       | Seed                               | Emily Bishop                    | Hči detektiva Bishop                                        |
| 2007       | Good Luck Chuck                    | Lila Carpenter                  | kot Jodelle Micah Ferland                                   |
| 2007       | Pictures of Hollis Woods           | Hollis Woods                    | TV                                                          |
| 2008       | Céline                             | Mlada Celine                    | TV                                                          |
| 2008       | Wonderful World                    | Sandra                          |                                                             |
| 2009       | Case 39                            | Lillith Sullivan                | končano                                                     |
| 2010       | Mrk                                | Bree                            | post-produkcija                                             |
| 2010       | The Cabin in the Woods             | TBD                             | post-produkcija                                             |
| Televizija |                                    |                                 |                                                             |
| Leto       | Naslov                             | Vloga                           | Opombe                                                      |
| 1999       | Cold Squad                         | Hailey Hatcher                  | Epizode: »First Deadly Sin« in »Deadly Games: Part 2«       |
| 2000       | Higher Ground                      | Mlada Juliette                  | Epizoda:»Innocence«                                         |
| 2000       | Sole Survivor                      | Nina Carpenter                  | Miniserija                                                  |
| 2001       | Wolf Lake                          | Lily Kelly                      | Epizoda:»unaired pilot«                                     |
| 2001       | Dark Angel                         | Annabelle Anselmo               | Epizoda:»Red«                                               |
| 2001       | The Lone Gunmen                    | Mary majhno dekle               | Epizoda:" Cap'n Toby"                                       |
| 2001       | So Weird                           | Maria                           | Epizoda:" Annie's Song"                                     |
| 2002       | Special Unit 2                     | Dekle                           | Epizoda:" The Piper"                                        |
| 2002       | John Doe                           | Jenny Nichols                   | Epizoda:»Pilot«                                             |
| 2003       | Smallville                         | Emily Eve Dinsmore              | Epizoda:»Accelerate«                                        |
| 2003       | Dead Like Me                       | Kirsti                          | Epizoda:»Pilot«                                             |
| 2004       | The Collector                      | Hudič/Majhna deklica            | Epizode:"The »Prosecutor« in »The Rapper«                   |
| 2005       | Supernatural                       | Cameo nastop v portretu družine | Epizoda:»Pilot«                                             |
| 2006       | Supernatural                       | Melanie Merchant                | Epizoda:»Provenance«                                        |
| 2006       | Zvezdna vrata SG-1                 | Adria (7 let)                   | Epizoda:»Flesh and Blood«                                   |
| 2006       | Masters of Horror                  | Lisa                            | Epizoda:»The V Word«                                        |
| 2007       | Zvezdna vrata: Atlantida           | Harmony                         | Harmony                                                     |
| 2009       | Captain Cook's Extraordinary Atlas | Gwen                            | Epizoda:»Pilot«                                             |

## Nagrade in nominacije
| Leto | Nagrada            | Kategorija                                                                           | Rezultat   | Vloga                                                             |
| ---- | ------------------ | ------------------------------------------------------------------------------------ | ---------- | ----------------------------------------------------------------- |
| 2001 | Young Artist Award | Best Performance in a TV Movie (Comedy or Drama) - Young Actress Age Ten or Younger  | Dobila     | Desi Gill v Mermaid                                               |
| 2001 | Emmy               | Outstanding Performer in a Children's Special                                        | Nominirana | Desi Gill v Mermaid                                               |
| 2004 | Young Artist Award | Best Performance in a TV Series - Guest Starring Young Actress                       | Nominated  | Emily Eve Dinsmore v Smallville                                   |
| 2004 | Leo Award          | Dramatic Series: Best Guest Performance by a Female                                  | Nominirana | The Devil/Little Girl v The Collector Za epizodo »The Prosecutor« |
| 2005 | Young Artist Award | Best Performance in a TV Series (Comedy or Drama) - Young Actress Age Ten or Younger | Nominirana | Mary Jensen v Kingdom Hospital                                    |
| 2007 | Genie Awards       | Best Performance by an Actress in a Leading Role                                     | Nominirana | Jeliza-Rose v Tideland                                            |
| 2007 | Saturn Award       | Best Performance by a Younger Actor                                                  | Nominirana | Jeliza-Rose v Tideland                                            |
| 2008 | Young Artist Award | Best Performance in a TV movie, miniseries, or special - Leading Young Actress       | Nominirana | Hollis Woods v Pictures of Hollis Woods                           |